# Mondrecourt
Mondrecourt est une commune associée du département de la Meuse, en région Grand Est.
C'est l'une des trois localités qui composent depuis 1973 la commune des Trois-Domaines.

## Géographie
La localité de Mondrecourt a la taille d'un hameau. Elle est limitrophe de la gare de Meuse TGV au sud-ouest et de la voie sacrée à l'est.

## Toponymie
D'un nom de personne germanique Mundric + cortem.
Anciennes mentions : Mundrico-curtis (1041) ; Mondrecour (XIIe siècle) ; Mondrecort (1234 et 1254) ; Mondrecuria (1738 et 1749).

## Histoire
Avant 1790 Mondrecourt dépendait du Barrois mouvant, dans la baronnie et prévoté d'Issoncourt. Sur le plan spirituel, ce hameau dépendait du diocèse de Verdun (archidiaconé d'Argonne et doyenné de Souilly), en tant qu'annexe d'Issoncourt.
En 1841 le territoire communal est modifié : le bois de Dahaie est distrait de la commune de Mondrecourt pour être réuni à celle de Heippes ; les portions de terrain de la Côte-Supplie, de la Horgne et du Beuvret, passent de la commune de Heippes à celle de Mondrecourt.
Le 1er janvier 1973, la commune de Mondrecourt est rattachée sous le régime de la fusion-association à celle d'Issoncourt qui est alors renommée « Les Trois-Domaines ».

## Démographie
| 1806 | 1821 | 1831 | 1836 | 1841 | 1846 | 1851 | 1856 | 1861 |
| ---- | ---- | ---- | ---- | ---- | ---- | ---- | ---- | ---- |
| 98   | 84   | 83   | 89   | 85   | 84   | 93   | 89   | 95   |

| 1866 | 1872 | 1876 | 1881 | 1886 | 1891 | 1896 | 1901 | 1906 |
| ---- | ---- | ---- | ---- | ---- | ---- | ---- | ---- | ---- |
| 86   | 86   | 84   | 81   | 82   | 72   | 85   | 66   | 62   |

| 1911 | 1921 | 1926 | 1931 | 1936 | 1946 | 1954 | 1962 | 1968 |
| ---- | ---- | ---- | ---- | ---- | ---- | ---- | ---- | ---- |
| 57   | 52   | 38   | 41   | 39   | 24   | 35   | 32   | 27   |

## Lieux et monuments
- Église Saint-Alban, datant au moins du XVIIIe siècle[6]